# Josef Kalt
Josef Kalt   (valor desconegut, 20 de setembre de 1920 - valor desconegut, 21 de febrer de 2012) fou un remer suís que va competir durant la dècada de 1940.
El 1948 va prendre part en els Jocs Olímpics de Londres on, fent parella amb el seu germà Hans Kalt, guanyà la medalla de plata en la prova de dos sense timoner del programa de rem. En el seu palmarès també destaquen cinc campionats suïssos del dos sense timoner.